# Alessandro D’Ancona

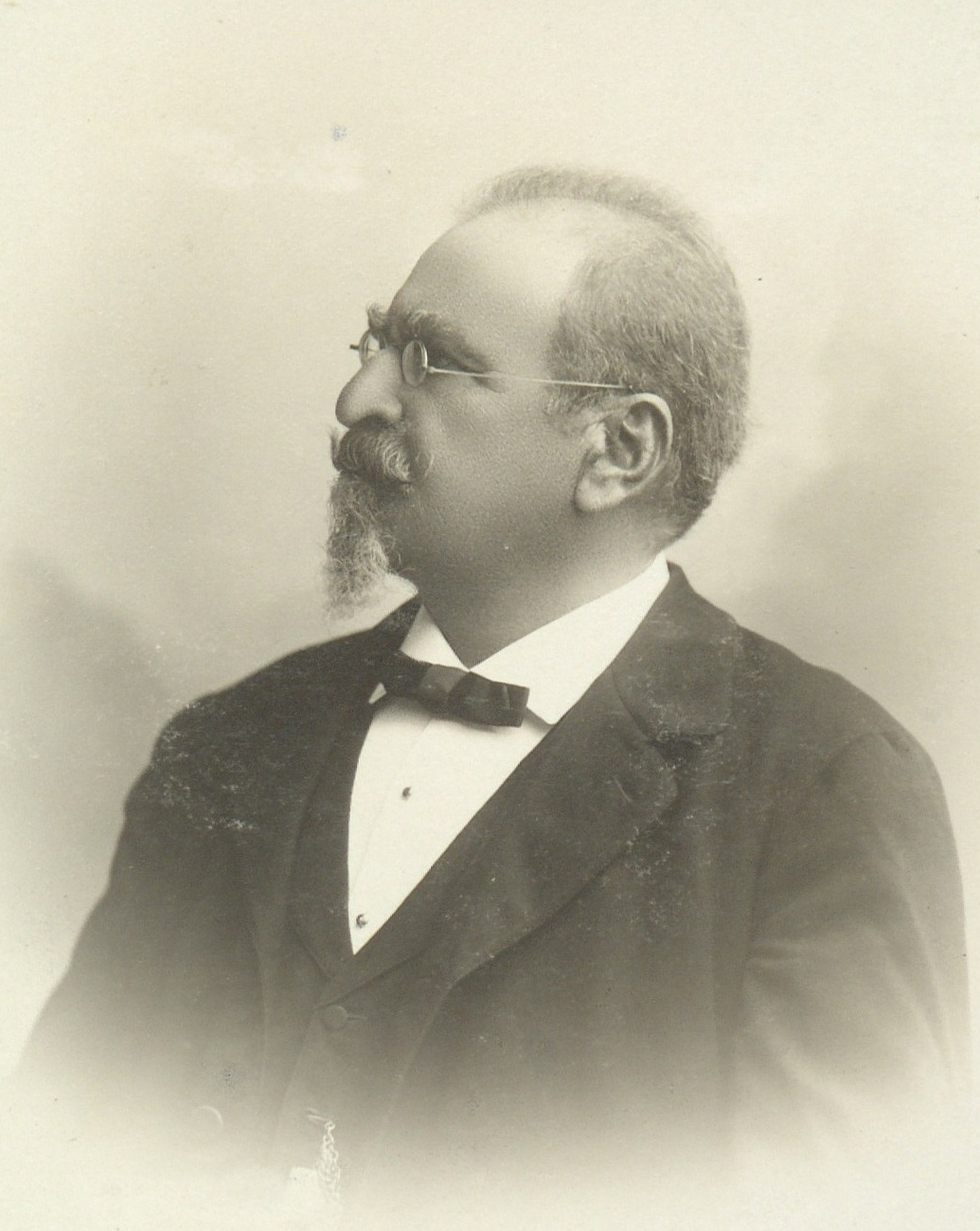
Alessandro D’Ancona

Alessandro D’Ancona (* 20. Februar 1835 in Pisa; † 8. November 1914 in Florenz) war ein italienischer Literaturhistoriker.

## Leben
Alessandro D’Ancona lebte zunächst in Florenz und veröffentlichte im Alter von 18 Jahren eine umfangreiche Biographie Tommaso Campanellas. Im folgenden Jahr gab er eine Ausgabe der italienischen Schriften des Philosophen (1854, 2 Bände) heraus. 1855 bis 1858 studierte er Rechtswissenschaft in Turin, ohne einen Abschluss zu erreichen. Nach seiner Rückkehr nach Florenz leitete er die Redaktion der Zeitung La Nazione. Ab 1860 war er Professor für Italienische Literatur in Pisa. Nach der Emeritierung lehrte er im Rahmen eines Lehrauftrags von 1900 bis 1907 Esegesi dantesca, die Exegese der Schriften Dantes.
D’Ancona  entwickelte eine äußerst fruchtbare und erfolgreiche literarische Tätigkeit. Er gab zahlreiche alte und seltene italienische Schriftwerke neu heraus, besorgte u. a. eine kommentierte Ausgabe der Vita nuova von Dante. 1885 wurde er korrespondierendes Mitglied der Accademia dei Lincei, 1891 socio nazionale (Vollmitglied). Ab 1898 gehörte er auch der Accademia della Crusca in Florenz an. 1904 wurde er zum Senator des Königreichs ernannt, 1906 bis 1907 war er Bürgermeister von Pisa.
Sein Sohn war der Kunsthistoriker Paolo D’Ancona (1878–1964).

## Schriften
- I precursori di Dante (1874),
- Le antiche rime volgari secondo la lezione del Cod. Vaticano (1875),
- Sacre rappresentazioni dei secoli XIV, XV e XVI, raccolte ed illustrate (1872, 3 Bde.),
- Origini del teatro in Italia (1877),
- La poesia popolare italiana (1878),
- Studii di critica e di storia (1880),
- Studii sulla letteratura italiana dei primi secoli (1884).